# عنصرگرایی
عنصرگرایی یا المنتاریسم (Elementarism) اصطلاحی است که از ساخته‌های تئو وان دوزبورخ، نقاش و معمار هلندی است و بر صورت تعدیل‌یافته‌ای از نئوپلاستیسیسم دلالت دارد. عنصرگرایی ضمن ادامهٔ راه موندریان در تاکید بر زوایای قائمه، از بهره‌گیری سفت و سخت وی از خطوط افقی و عمودی فاصله گرفت. دوزبورخ سعی کرد با استفاده از خطوط مورب بر پویندگی کیفیت کار بیفزاید. موندریان از این «بدعت» چنان آزرده شد که گروه دِ استایل را ترک کرد.